# 車府增五
天鵝座75（车府增五），又名BD+42 4177，HD 206330、SAO 51167、HR 8284，是天鵝座的一颗恒星，视星等为5.11，位于銀經90，銀緯-7.04，其B1900.0坐标为赤經21h 36m 15.5s，赤緯+42° -7.04′ 11″。